# میلاد مسائلی
میلاد مسائلی (زادهٔ ۷ خرداد ۱۳۶۷، اصفهان) بازیکن چپ‌دست تیم ملی هندبال ایران و باشگاه نیروی زمینی شهید شاملی کازرون است که در گوش راست بازی می‌کند.

## حضور در تیم ملی ایران
مسائلی در بازی‌های آسیایی در سال ۲۰۱۰ با تیم ملی هندبال ایران به مدال نقره دست یافت. هم‌چنین در قهرمانی مردان آسیا در سال ۲۰۱۴ مدال برنز را به همراه تیم ایران کسب کرد. مسائلی در مسابقات قهرمانی جهان در سال ۲۰۱۵ و مسابقات قهرمانی آسیا در سال ۲۰۱۶ نیز عضو تیم ملی بود.

### مسابقات بین‌المللی
قهرمانی آسیا
- بیروت ۲۰۱۰[۶]
- منامه ۲۰۱۴
- منامه ۲۰۱۶

بازی‌های آسیایی
- گوانگژو ۲۰۱۰ –  مدال نقره

قهرمانی جهان
- دوحه ۲۰۱۵